# جامعة كانتربري كريست تشيرش
جامعة كانتربري كرايست تشيرش (اختصارًا CCCU) هي جامعةٌ عامةٌ تقع في كانتربري في كينت بإنجلترا. تأسست ككليةٍ لكنيسة إنجلترا لتدريب المعلمين في عام 1962، ومُنحت صفة الجامعة في عام 2005.

## خريجون بارزون
- جويل هوبكنز